# San Luis (Colorado)
Pour les articles homonymes, voir San Luis.
La ville de San Luis est le siège du comté de Costilla, situé dans le Colorado, aux États-Unis. Fondée en 1851, il s'agit de la plus ancienne ville du Colorado.

## Démographie
Selon le recensement de 2010, San Luis compte 629 habitants. La municipalité s'étend sur 0,56 milles carrés (1,45 km2).
| 1970 | 1980 | 1990 | 2000 | 2010 | - |
| ---- | ---- | ---- | ---- | ---- | - |
| 781  | 842  | 800  | 739  | 629  | - |